# ميخائيل لوبو
ميخائيل لوبو (بالإنجليزية: Michael Lobo)‏ هو شخصية أعمال وسياسي هندي، ولد في 18 يونيو 1976 في الهند. حزبياً، نشط في بهاراتيا جاناتا. وقد انتخب Member of the Goa Legislative Assembly ‏.